# Bathyporeia elegans
Bathyporeia elegans és una espècie de crustaci amfípode del gènere Bathyporeia. És transparent i creix fins als 6 mil·límetres.